# Melekeok

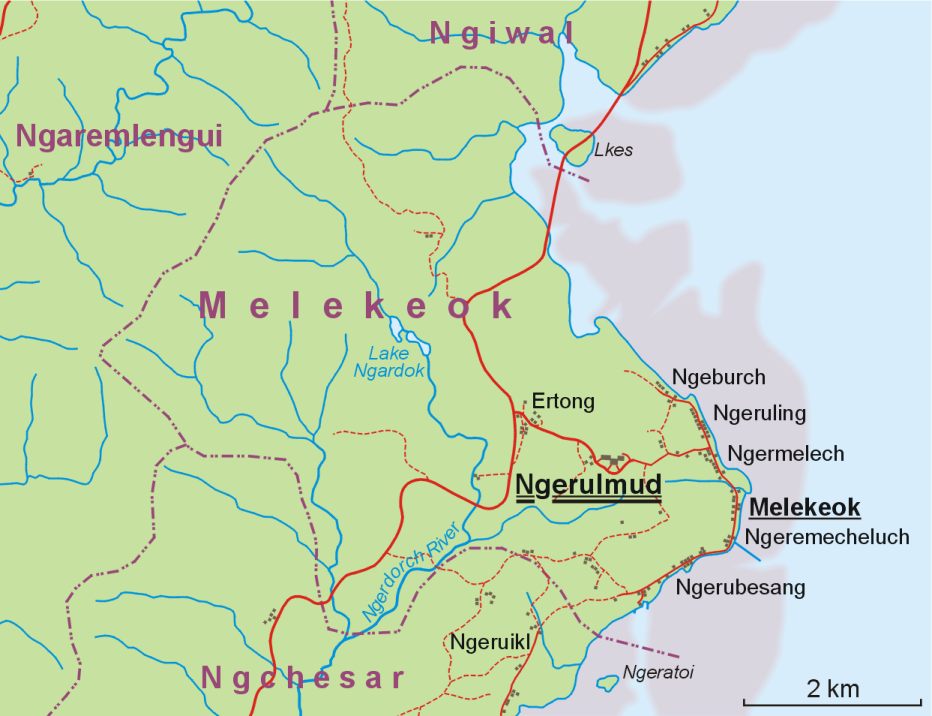
Mapa stanu Melekeok

Melekeok – miejscowość i stan na wyspie Babelthuap w Palau. 7 października 2006 na teren stanu Melekeok została oficjalnie przeniesiona stolica Palau (dotychczasową stolicą było miasto Koror). Kompleks budynków rządowych i parlamentu zbudowany został kilka kilometrów od miejscowości Melekeok w miejscu zwanym Ngerulmud (taką nazwę otrzymała nowa stolica kraju). Melekeok jest stolicą stanu. Miejscowość według danych szacunkowych na rok 2013 liczy 662 mieszkańców i jest siódmą co do wielkości w kraju.